# Synagoga Dona Isaaca Abravanela
Synagoga Dona Isaaca Abravanela (francouzsky Synagogue Don Isaac Abravanel) též nazývaná Synagoga Roquette je synagoga v 11. obvodu v Paříži v ulici Rue de la Roquette č. 84-86, po které nese své původní jméno. Byla postavena v roce 1962 a zasvěcena sefardskému ritu po nárůstu počtu židů repatriovaných ze severní Afriky. Synagogu nyní ponejvíce vyžívají židé pocházející z Maroka. Synagoga nese jméno filozofa a vykladače Bible Isaaca Abravanela (1437-1508).

## Historie
Na počátku 20. století se mnoho židů, především z Turecka a Soluně, ale také z Egypta usadilo ve čtvrti La Roquette, především kolem ulic Rue Popincourt a Rue Sedaine. V roce 1909 si zřídili modlitebnu v zadní místnosti kavárny Le Bosphorev v Rue Sedaine. Když kapacita přestala dostačovat kvůli přílivu nových imigrantů, postavili si židé v roce 1913 synagogu Al Syete v Rue Popincourt č. 7 na místě bývalého kina. Tato synagoga fungovala až do poloviny 60. let.
Po vypuknutí první světové války se mnoho zdejších židů rozhodlo vstoupit francouzské armády. V červnu 1935 prezident Albert Lebrun odhalil památník na pozemku židovské obce v Rue de la Roquette židovským dobrovolníkům, kteří zemřeli pro Francii. Za druhé světové války mnoho zdejších židů zahynulo v nacistických vyhlazovacích táborech.

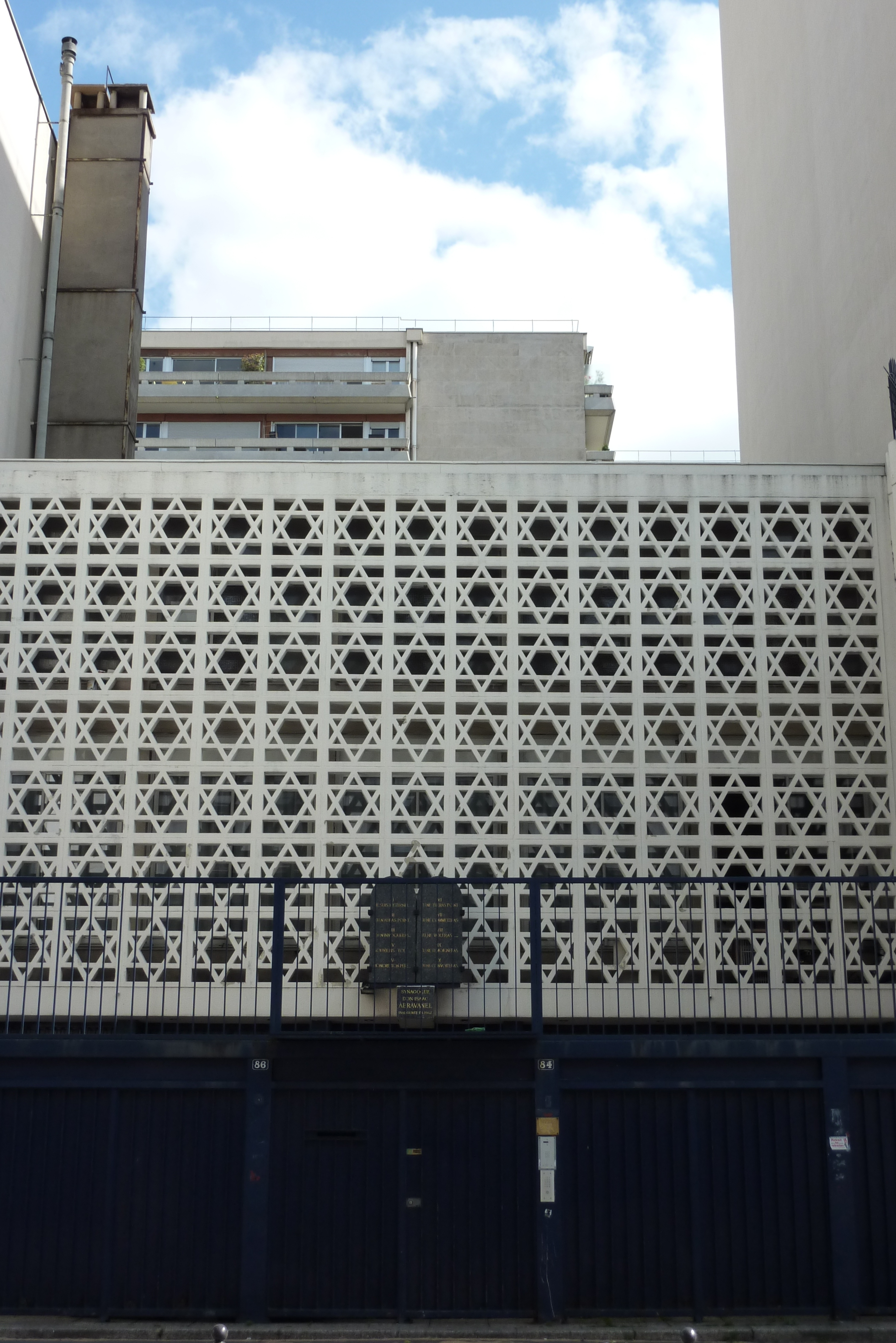
Fasáda synagogy

V 60. letech byla zdejší komunita posílena přílivem židů ze severní Afriky. Centrální konzistoř rozhodla vybudovat větší synagogu na stejném pozemku jako je památník.
Synagoga byla otevřena v roce 1962 za přítomnosti Edgarda Abravanela, potomka Dona Isaaca Abravanela.
Sdružení španělských židů Aki Estamos se rozhodlo přeměnit starou synagogu Al Syete na společenské centrum. Ovšem po žhářském útoku 28. srpna 2004, bylo centrum uzavřeno a konzistoř jej plánuje prodat. Proti tomu byla podána petice, kterou podepsalo přes 1300 osob, mezi nimi i bývalý izraelský prezident Jicchak Navon.

## Architektura
Synagoga je moderní stavba v kombinaci skla a betonu a je z obou stran obklopena vysokými obytnými budovami. Fasádu pokrývá betonová mříž tvořená z Davidových hvězd, nad portálem jsou umístěny desky s desaterem z černého mramoru.
Do synagogy se vstupuje přes malý dvorek, který je od ulice oddělen vysokou mříží, a kde jsou pamětní desky na památku židovských dobrovolníků, kteří zemřeli v boji za Francii během dvou světových válek, a těch, kteří se stali obětí deportací.
Interiér synagogy je zařízen podle sefardského způsobu, tj. bima je umístěna uprostřed synagogy.